# Automeris varia
Automeris varia är en fjärilsart som beskrevs av Walker 1855. Automeris varia ingår i släktet Automeris och familjen påfågelsspinnare. Inga underarter finns listade i Catalogue of Life.